# Senterada
Senterada – gmina w Hiszpanii, w prowincji Lleida, w Katalonii, o powierzchni 34,73 km². W 2011 roku gmina liczyła 133 mieszkańców.